# Andrea Pozzo
Andrea Pozzo (Trento, 1642. november 30. – Bécs, 1709. augusztus 31.), Itáliai barokk festő, építész és díszítőfestő.

## Élete és művészete
Tridentben, Comóban és Milánóban töltött tanulóévei után 1665-ben laikus testvérként csatlakozott a jezsuitákhoz Milánóban, és itt is folytatta tanulmányait. Első dekoratív freskóit 1676-ban festette a savoyai Mandovi SS. Martini és a mondovìi jezsuita Xavéri Szent Ferenc-templom számára. 
1681-ben Rómába hívták, ahol egy sor díszítőfestészeti megbízásnak tett eleget (dolgozott többek között az Il Gesù és a Trinità dei Monti templomokban). Legfontosabb munkája a római Loyolai Szent Ignác-templom (olaszul: Chiesa di Sant'Ignazio di Loyola in Campo Marzio, latinul: Ecclesia Sancti Ignatii a Loyola in Campo Martio) templomának belső tere (1684–1694).
1702-ben Bécsbe költözött, ahol többek között ő festette a Liechtenstein-palotában a díszterem Herkules tetteit ábrázoló freskóit és teljesen felújította a jezsuita templom dekorációit.

## Művészete, elméleti munkássága
Már korai, még a 16. századi festészet ihlette munkáiban kialakította saját, többféle hatást ötvöző stílusát. A „caravaggizmus” elemeit a velencei festészet színkezelésével ötvözte. „Neoklasszikus” római alakábrázolásait Pietro della Cortona és a bolognai iskola dinamikusan megmunkált alakjai inspirálták. 
Különleges helyet foglalnak el életművében a nagyszabású építészeti tervek. Pozzo fő műve, egyben a műfaj egyik legkiválóbb alkotása a római Loyolai Szent Ignác-templom mennyezetfreskója. A templom mennyezetére belülről mintegy „felépített” egy újabb, képzeletbeli szintet, amely monumentálisan az ég felé nyílik. Legfelülre azt a jelenetet festette, ahogyan Loyolai Szent Ignác megérkezik a mennybe.
Pozzo mennyezetfreskói magukon viselik az ellenreformáció vizuális retorikájának minden vonását. Az égbe nyíló panoráma és a centrálperspektivikus ábrázolás átírja a valóságot, a vizuális illúzió hatására a néző a valóság egy másik szintjén találja magát. A festészeti illúzió általa kidolgozott módszere az úgynevezett kvadratúra. Értekezését az épületperspektíváról és a festészeti illúzióról (Perspectiva Pictorum et Architectorum) számos nyelvre lefordították, és a 18. században ez lett a díszítőfestészet fő kézikönyve.